# Johann Geiler von Kaysersberg

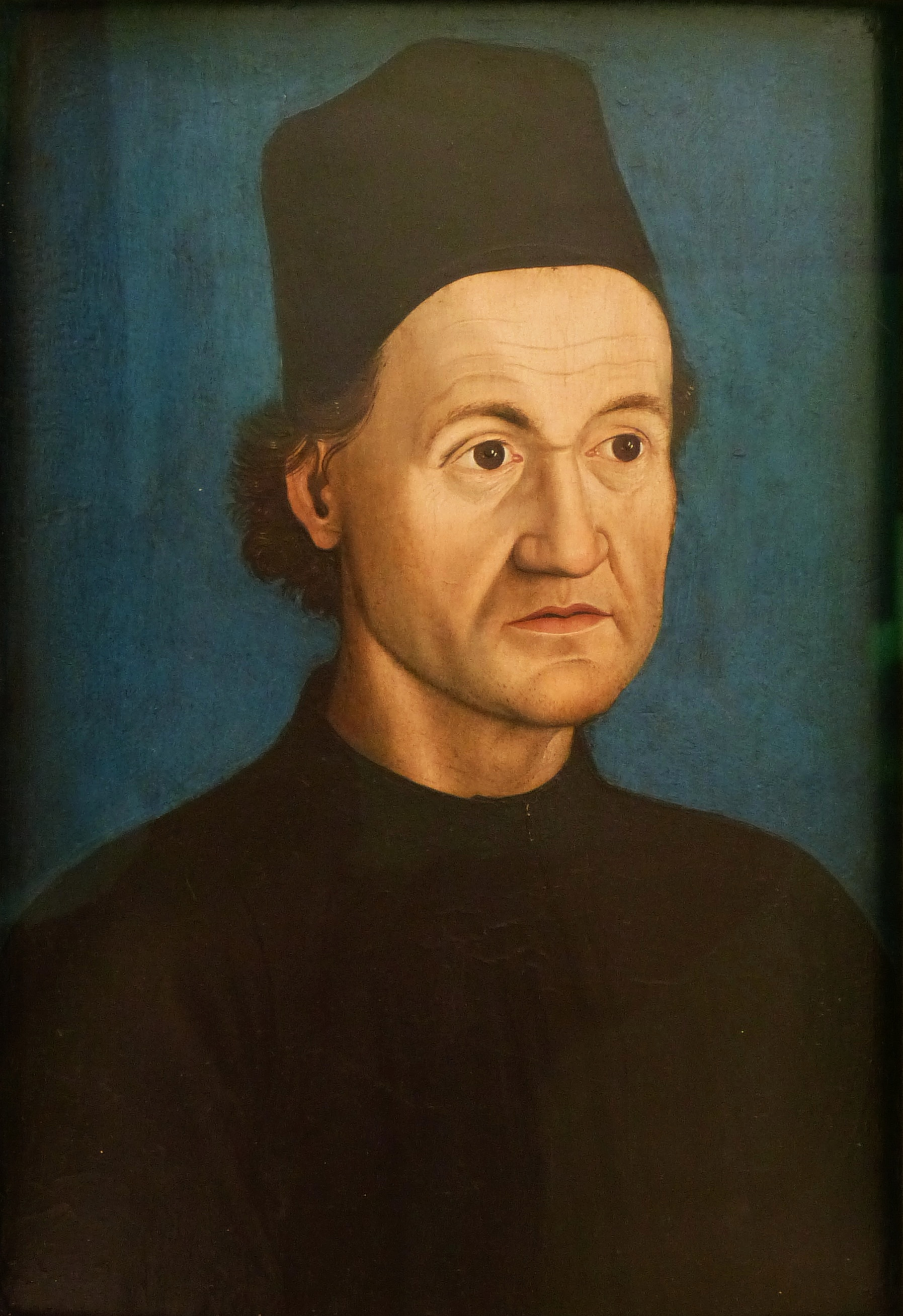
Johann Geiler von Kaysersberg, Porträt von Hans Burgkmair dem Älteren, 1490

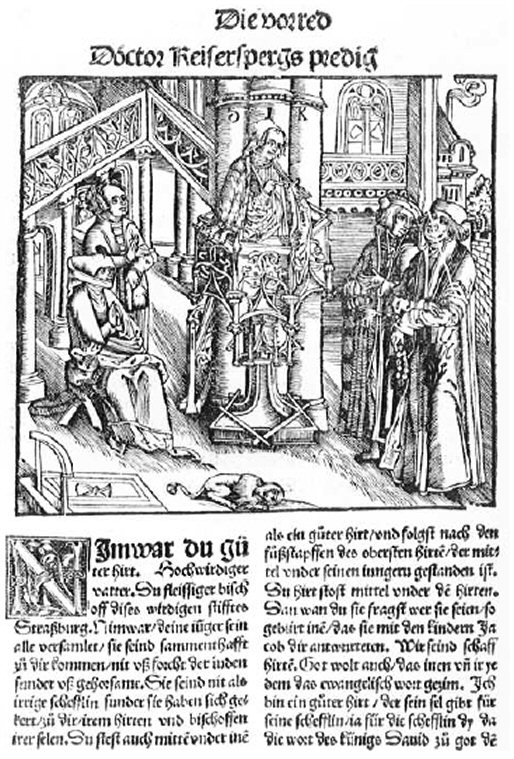
Johannes Geiler von Kaysersberg: Predigt, Holzschnitt aus Ein heilsam kostiche Predig Doctor Iohans Geiler von Keisersperg

Johannes Geiler von Kaisersberg (Lithographie von P. und F. Simon)

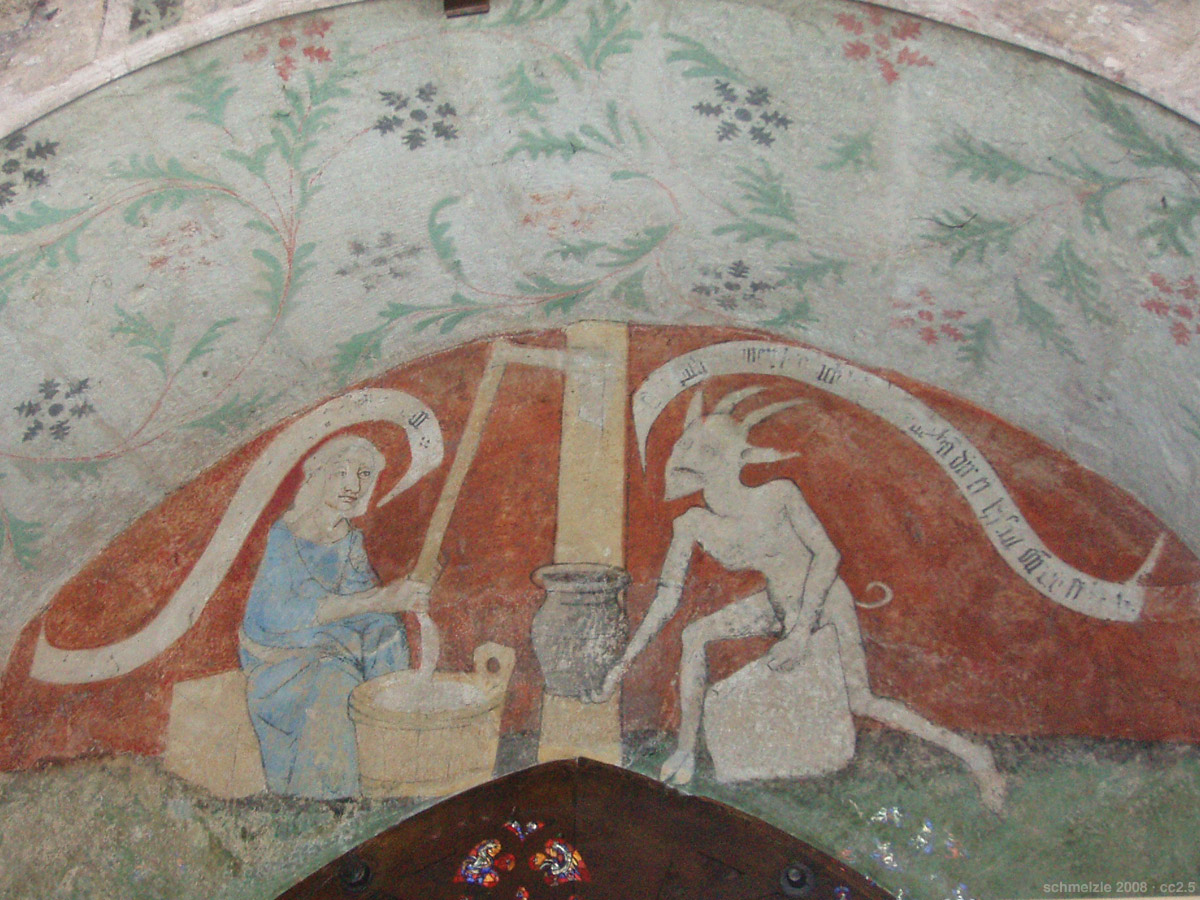
Milchhexe, Nördlicher Portalbogen aus der Kirche Unsere Liebe Frau in Eppingen

Johann Geiler von Kaysersberg (auch Johannes oder französisch Jean; * 16. März 1445 in Schaffhausen; † 10. März 1510 in Straßburg) war ein Schweizer Prediger in Straßburg. Er gilt als der bedeutendste deutsche Prediger des ausgehenden Mittelalters.

## Leben
Johann Geiler wurde in Schaffhausen als Sohn des Notariatsgehilfen Hans Geiler geboren, der ab 1446 das Amt des Stadtschreibers von Ammerschweier (Ammerschwihr) wahrnahm. Nach dem Tod des Vaters 1449 wuchs Geiler bei seinem Großvater in Kaysersberg im Elsass auf. Er studierte von Juni/August 1460 bis 1471 an der Universität in Freiburg im Breisgau (u. a. bei Konrad Stürtzel, 1462 Bakkalaureus, 1463/64 Magister Artium). Am 28. Dezember 1465 wurde er in den Rat der Artistenfakultät aufgenommen. 1469 bis 1470 leitete er in Freiburg als Dekan die artistische Fakultät.
1470 erhielt er die Priesterweihe. Von 1471 bis 1475 studierte er Theologie an der Universität Basel, die ihn 1475 zum Dr. theol. promovierte. 1476 wurde er Professor für Theologie an der Universität Freiburg im Breisgau und im gleichen Jahr Rektor der Universität. 1477 gab er die Universitätslaufbahn auf. Mehrere Bistümer bemühten sich, den hochqualifizierten Prediger mittels einer entsprechenden Dotierung für sich zu gewinnen. Nach einer kurzen Tätigkeit als Domprediger in Würzburg war er von 1478 bis zu seinem Lebensende 1510 als Prediger in Straßburg tätig (ab 1478 als Prediger an der Straßburger St.-Lorenz-Kirche, ab 1486 als Dom- oder Münsterprediger am Straßburger Münster). 1488 war er auf Einladung des Bischofs Friedrich II. von Zollern für mehrere Monate Prediger in Augsburg, kehrte aber danach nach Straßburg zurück.

## Wirkung

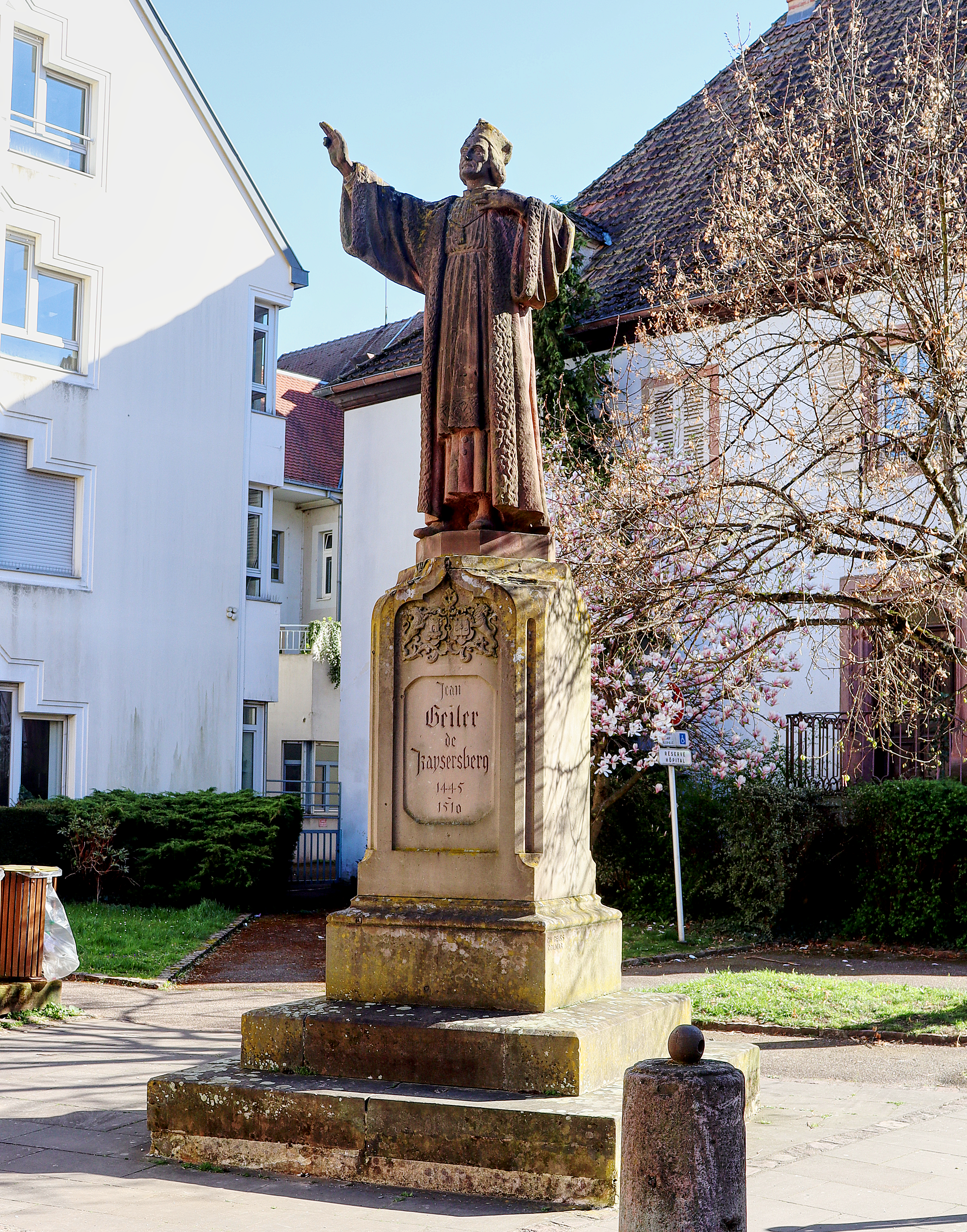
Statue von Johann Geiler von Kaysersberg in Kaysersberg/Elsass

Geiler übte in seinen derben und humorvollen Predigten scharfe Kritik am Zustand der Kirche und der Verweltlichung des Klerus und forderte Reformen. Seine Werke gelten als bedeutendste Zeugnisse volkstümlicher deutscher Erbauungsliteratur vor Martin Luther. Seine Wirkung als Prediger war der von Berthold von Regensburg und Abraham a Sancta Clara vergleichbar.
Geiler entwarf seine Predigten lateinisch und hielt sie dann vorwiegend frei in deutscher Sprache. Hörer schrieben die volkstümlichen Predigten aus dem Gedächtnis nieder. Aus diesem Grund wird Geilers Autorschaft öfter angezweifelt. Insbesondere Johannes Pauli gab mehrere auf diese Weise entstandene Predigtbände heraus. 1498–1499 hielt Geiler eine Reihe von Predigten über Sebastian Brants Narrenschiff, die 1520 von Pauli ediert und veröffentlicht wurden. Mit der Veröffentlichung gehört Geiler zu den berühmtesten Vertretern der Narrenliteratur im ausgehenden Mittelalter.
Über seine Tätigkeit als volkstümlicher Prediger hinaus wurde Geiler als Mitherausgeber und Übersetzer der Schriften von Jean Gerson bekannt.

„Sein umfangreiches Werk, das Papst Paul IV. 1559 auf den Index der verbotenen Bücher setzen ließ, beruht zu großen Teilen auf Mitschriften von Hörern, lat. Aufzeichnungen und nachgelassenen Materialien. Es ist dem spätscholastischen Denken verpflichtet, wobei Einflüsse des Nominalismus erkennbar sind, und behandelt nahezu alle Bereiche der kirchlichen Lehre. In kirchenpolitischer Hinsicht ist Geiler nicht als Vorläufer der Reformation, sondern als Vertreter der religiösen Erneuerungsbewegung des 15. Jahrhunderts aufzufassen. Mit der Reformation kam die Rezeption von Geilers Werk zu einem abrupten Ende.“

## Hexenwahn
Geiler hielt Kanzelreden über Aberglauben, Magievorstellungen und Hexenfurcht. Dabei bezog er sich auf Schriften des Johannes Nider, den Formicarius, auf den Hexenhammer und die Hexenpredigten des Tübinger Theologen und Kritikers der Hexenverfolgung Martin Plantsch (um 1460–1533). Bekenntnisse der Hexen hielt Geiler wie Johannes Weyer (1515/16–1588) für eine Störung der Phantasie durch das Blendwerk des Teufels.
Seine Feststellung „brennt man einen Mann, so brennt man wohl zehn Frauen“, kennzeichnet die frühe Phase der Hexenprozesse.

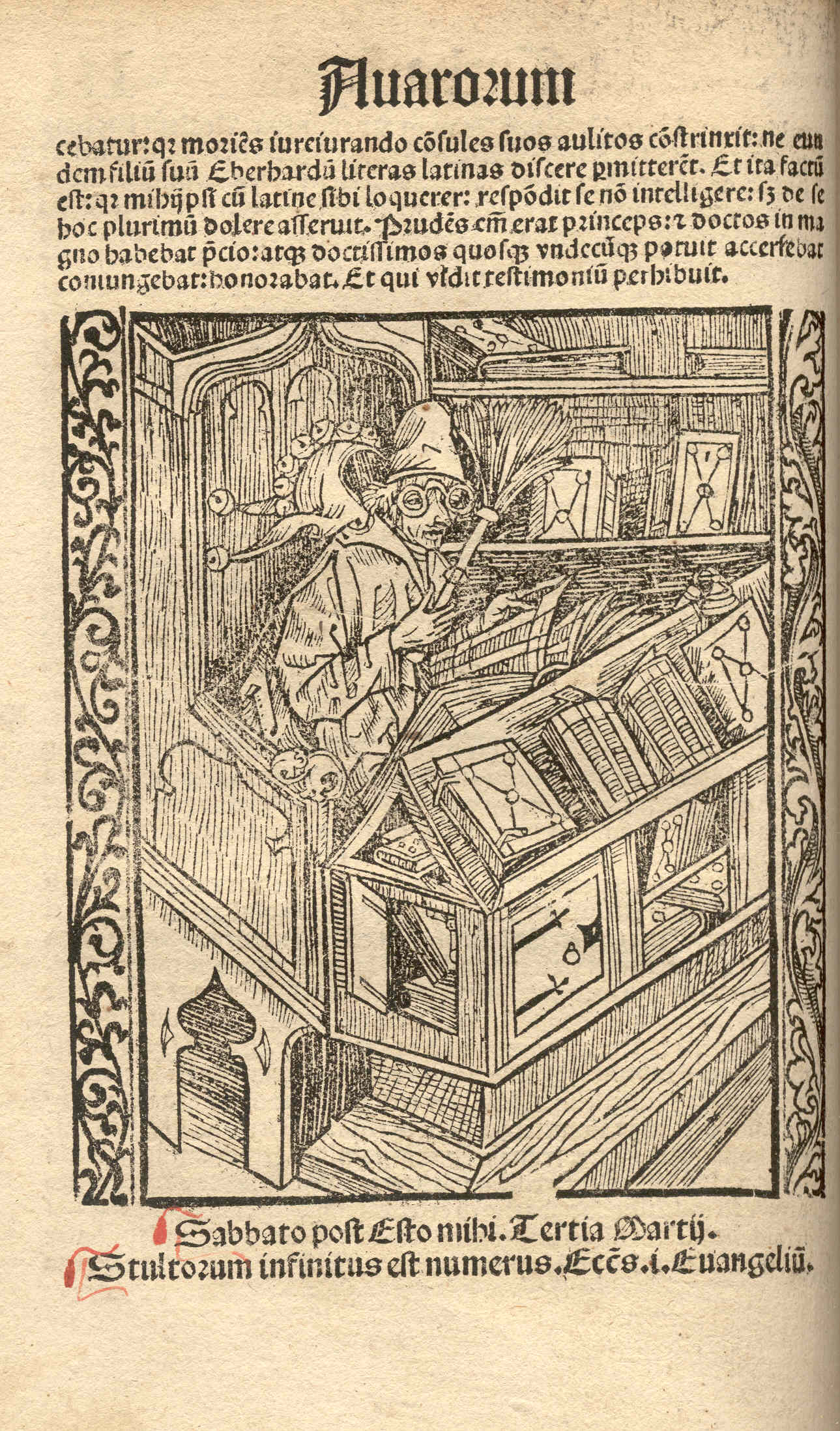
Navicula sive Speculum fatuorum (1510)

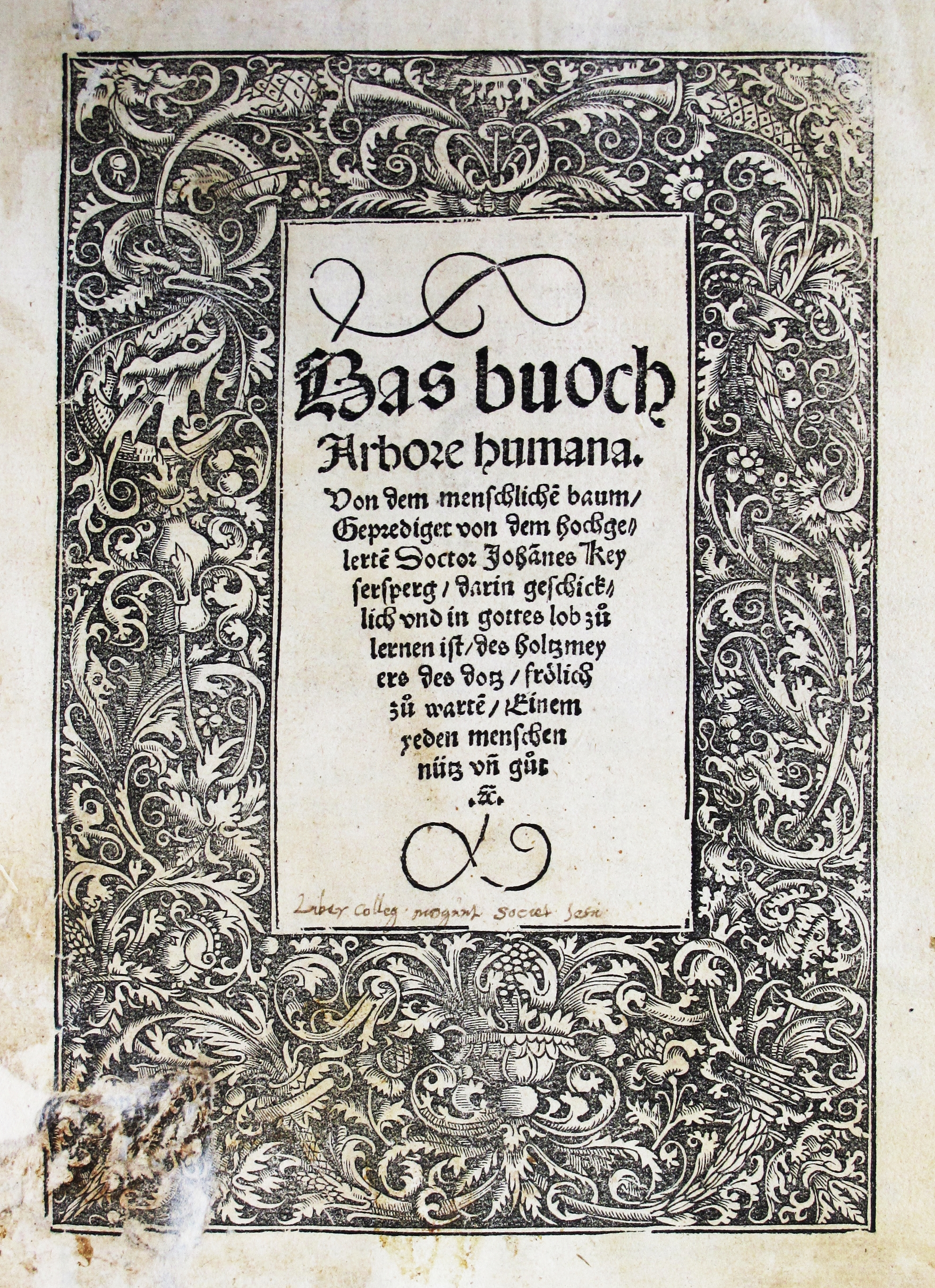
Das buoch Arbore humana (1521)

Geiler hielt 1508 in Straßburg 26 vom Hexenwahn erfüllte Fastenpredigten. Die Sage der Milchhexe soll auf eine dieser Predigten zurückgehen, in der er Hexen für das Ausbleiben der Milch bei kranken Kühen verantwortlich machte. Der Teufel trägt demzufolge die Milch aus der Kuh, damit eine Hexe sie andernorts aus einem Gegenstand melken kann. Das Bild zeigt, wie in Geilers 1517 gedruckter Predigt beschrieben, wie eine Hexe Milch aus einer Axt melkt. Die ursprüngliche Beschriftung des Bildes ist nur fragmentarisch erhalten.

## Werke
- Peregrinus / Der bilger mit seinen eygenschaften (Der Pilger), 1494
- Baum des Seelenheils, 1502, Frankfurt (Oder)
- Predigten teutsch, 1509
- Das irrig Schaf, 1510
- Das Buch Granatapfel, 1510
- Der Seelen Paradies, 1510
- Navicula sive speculum fatuorum, 1510

Spätestens ab hier posthume Veröffentlichungen (Geiler starb am 10. März 1510):
- Navicula poenitentiae, 1511
- Christliche Pilgerschaft, 1512
- Die Passion, 1514
- Evangelibuch, 1515 (hrsg. von J. Pauli)
- Emeis. Dies ist das Buch von der Omeißen, 1517 (hrsg. von J. Pauli)
- Die Brösamli Doct. Kaiserbergs, 1517 (hrsg. von J. Pauli)
- Das Buch von den Sünden das Munds, 1518
- Sermones & varij [varii] Tractat[us] Keiserspergii iam recens excusi ..., 1518 Digitalisat
- Das buoch Arbore humana … Von dem menschlichē baum …, (hrsg. von Hans Grüninger), 1521[6]
- Postill, 1522

## Ausgaben
Quellen
- Otto Herding (Hrsg.): Jakob Wimpfeling, Beatus Rhenanus: Das Leben des Johannes Geiler von Kaysersberg. Fink, München 1970 (kritische Edition der beiden Geiler-Viten mit Einführung)

Werke
- Gerhard Bauer (Hrsg.): Sämtliche Werke. De Gruyter, Berlin 1989–1995 (3 Bände von 11 geplanten)
- Kristina Freienhagen-Baumgardt, Werner Williams-Krapp (Hrsg.): Johannes Geiler von Kaysersberg: Die Augsburger Predigten (= Deutsche Texte des Mittelalters 92). Berlin/Boston 2015